# Dracula (Frank Wildhorn)
Dracula ist ein Musical nach dem Roman Dracula von Bram Stoker des amerikanischen Komponisten Frank Wildhorn (Jekyll & Hyde, The Scarlet Pimpernel, Der Graf von Monte Christo).

## Geschichte
Das Libretto stammt von Christopher Hampton und Don Black. Die Uraufführung fand am 13. Oktober 2001 im La Jolla Playhouse in San Diego, Kalifornien statt. Danach wurde es ab 30. Juli 2004 im Belasco Theatre, New York gespielt.
Die deutschsprachige Erstaufführung fand am 23. April 2005 im Theater St. Gallen (Schweiz) statt. Die deutschen Texte stammen von Roman Hinze. Die Regie hatte Matthias Davids.
Die österreichische Erstaufführung fand am 9. August 2007 beim 1. Grazer Musicalfestival statt. Als Aufführungsort diente die Schloßbergbühne Kasematten in Graz, wiederum mit Thomas Borchert in der Titelrolle. Die Inszenierung von Andreas Gergen und Orchestrierung von Koen Schoots entstand in enger Zusammenarbeit mit dem ebenfalls beim Festival anwesenden Frank Wildhorn, welcher für Kröger/van Helsing das zusätzliche Lied Roseanne komponierte, sowie Zu Ende für das Duett Kröger/Borchert.

## Handlung
Die Handlung hält sich relativ eng an den Briefroman von Bram Stoker.
Jonathan Harker, ein junger Anwalt aus England, besucht Graf Dracula in den Karpaten, um mit ihm den Verkauf eines Anwesens in London abzuschließen. Durch einen Zufall erblickt der Graf ein Bild von Mina Murray, der Verlobten Jonathans. Dies scheint Seltsames zu bewirken. Der Aufenthalt auf dem abgelegenen Schloss gestaltet sich unheimlich. Harker gelingt – von seinem Gastgeber gebissen und sehr geschwächt – die Flucht nach Budapest. Mina, die sofort zu ihm eilt, gibt ihm das Jawort, während in London Minas Freundin Lucy und Arthur vor den Traualtar treten.
Dracula hat inzwischen London erreicht und treibt dort sein Unwesen. Er nimmt mit Renfield, einem seiner Wegbereiter, Kontakt auf und verheißt ihm ewiges Leben als Lohn. Sein erstes Opfer ist Lucy. Jede Hilfe kommt für die junge Frau zu spät. Selbst der zu Hilfe gerufene erfahrene Vampirjäger Abraham Van Helsing kann nichts mehr für sie tun. Lucy, inzwischen ein Geschöpf der Nacht, wird in ihrer eigenen Gruft von Van Helsing, Arthur und zwei von Lucys ehemaligen Verehrern, Quincey und Jack, gestellt und getötet.
Mina fühlt sich von Dracula magisch angezogen. Hin- und hergerissen zwischen Furcht und Liebe lädt sie ihn schließlich zu sich ein. Dracula tauscht mit ihr Blut aus und bereitet ihr so den Weg, die seine zu werden. Vor den Nachstellungen der Vampirjäger muss er aber schließlich aus London in seine Heimat fliehen. Seine Feinde verfolgen ihn mit Mina, die mit ihm in eine telepathische Verbindung treten kann, bis in die Karpaten.
Im Schloss des Grafen kommt es zum endgültigen Kampf. Während die Vampirjäger mit einer ganzen Vampirarmee kämpfen, erklärt sich Mina bereit, ihrem geliebten Dracula in die Dunkelheit zu folgen. Doch Dracula erkennt, dass dies nicht ihr gemeinsamer Weg sein dürfe. Er bittet Mina, ihn zu erlösen. Tränenüberströmt gewährt sie ihm diesen letzten Liebesbeweis.

## Hintergrund
Wildhorn zeigte sich mit der Broadwayfassung nur wenig zufrieden, auch weil die Produzenten vier Songs (darunter einige seiner Lieblingssongs) aus der Show strichen. Deshalb hat Wildhorn sie auf einem Konzept-Album veröffentlicht. Einige Änderungen konnte Wildhorn für die deutschsprachige Erstaufführung in St. Gallen vornehmen. So wurden sechs Songs neu in das Stück aufgenommen: Die Einladung, Nosferatu, Lass mich Dich nicht lieben, Roseanne, Zu Ende und Du hast mein Wort. Im Ganzen blieb das Musical auf dem Broadway eher wenig beachtet. Ebenso im deutschen Sprachraum. Einen gewissen Bekanntheitsgrad erreichte der Song Nosferatu, der im ersten Akt von Van Helsing gesungen wird und durch Chris Murray auf einer Solo-CD interpretiert wurde. Eine deutschsprachige Cast-CD des Musicals der Inszenierung des 1. Grazer Musicalfestivals 2007 erschien im Juni 2008.

## Besetzung und Leitungsteam der deutschsprachigen Erstaufführung
In deutscher Sprache wurde das Stück in St. Gallen erstaufgeführt.
- Dracula: Thomas Borchert / Drew Sarich
- Mina Murray: Ann Christin Elverum
- Lucy Westenra: Caroline Vasicek/Nicole Sieger (ab 13. September 2005)
- Jonathan Harker: Jesper Tydén
- Prof. Abraham van Helsing: Chris Murray
- Renfield: Stefan Vinzberg
- Arthur Holmwood: Martin Pasching
- Dr. Jack Seward: Alen Hodzovic
- Quincey Morris: Frank Winkels
- Draculas Bräute: Marion Furtner, Ines Hengl-Pirker, Anna Thorén

- Regie: Matthias Davids
- Musikalische Leitung: Koen Schoots
- Bühne: Mathias Fischer-Dieskau
- Kostüme: Noelle Blancpain
- Choreographie: Kurt Schrepfer
- Lichtdesign: Fabrice Kebour

## Besetzung und Leitungsteam in Graz
- Dracula: Thomas Borchert
- Mina: Lyn Liechty
- Lucy: Caroline Vasicek
- Jonathan Harker: Jesper Tydén
- Prof. Abraham van Helsing: Uwe Kröger
- Renfield: Eric Minsk
- Arthur Holmwood: Lucius Wolter
- Dr. Jack Seward: Rory Six
- Quincey Morris: Robert D. Marx
- Draculas Bräute: Marion Furtner, Stefanie Tydén, Vicky van Zijl
- Ensemble: Lisa Antoni, Oliver Frischknecht, Titus Hoffmann, Martin Markert, Susanne Seimel, Rita Sereinig

- Regie: Andreas Gergen
- Musikalische Leitung: Koen Schoots
- Bühne: Sam Madwar
- Lichtdesign: Michael Grundner
- Kostüme: Hanna Wartenegg

## Besetzung und Leitungsteam weiterer deutscher Aufführungen
Die Erstaufführung in Deutschland erfolgte am 11. November 2011 in Münster. Weitere davon unabhängige Produktionen fanden am 18. November in Trier, ab 31. Dezember 2012 in Pforzheim und ab 27. Juni 2013 in Röttingen statt.

### Münster
Premiere: 11. November 2011, Freies Musical Ensemble
- Dracula: Christian Hentschel
- Mina Murray: Julia Hansen
- Lucy Westenra: Sarah Blauwitz
- Jonathan Harker: Adalbert Sznapka
- Prof. Abraham van Helsing: Steffen Keul
- Renfield: Carsten Jaehner
- Arthur Holmwood: Stephan Gröger
- Dr. Jack Seward: Chris Lammert
- Quincey Morris: Frank Kasuch
- Draculas Bräute: Andrea Herrmann, Canan Toksoy, Johanna Patschke, Lisa Wehn, Melanie Wittke, Sonja Grevenbrock, Sophie Artmann
- Ensemble: Alexander Rauschenberg, Andreas Strothmann, Anja Stephan, Anke Gronenschild, Anna Boehmer, Ariane Bauer, Britta Bündgens, Cerstin Lennartz, Christiane Reckert, Constanze Winkler, Dana Winkler, Dirk Rathoff, Henrike Schelling, Ilka Bosse-Stender, Julia Schmidt, Jutta Lahrmann, Katinka Teckhaus, Marenka Sedlaczek, Markus Schrick, Petra Steeger, Wiebke Julius, Wolfgang Ense

- Regie: Ingo Budweg
- Musikalische Leitung: Ingo Budweg
- Bühne: Andreas Strothmann, Rainer Budweg, Stephan Gröger
- Kostüme: Canan Toksoy
- Choreographie: Johanna Patschke
- Requisite: Petra Steeger
- Maske: Dana Winkler
- Lichtdesign: Georg Weigang, Holger Blumberg
- Sounddesign: Thorsten Brinkman

### Trier
Premiere: 18. November 2011, Europahalle
- Dracula: Michael Thinnes
- Mina Murray: Kerstin Bauer
- Lucy Westenra: Anne Blum
- Jonathan Harker: Mario Stammel
- Prof. Abraham van Helsing: Markus Mitschke
- Renfield / Arthur Holmwood: Thomas Kuhnen
- Dr. Jack Seward: Philipp Rhein
- Quincey Morris: Christopher Olk
- Draculas Bräute: Tina Veit, Carmen Blum, Grit Carroll, Christine Orth
- weitere Rollen: Horst Ternes, Willi Wonnebeck

### Radebeul – Landesbühnen Sachsen
Premiere: 3. Dezember 2011, Neustadthalle Neustadt
- Dracula: Christian Venzke
- Mina Murray: Hannah Schlott
- Lucy Westenra: Judith Hoffmann
- Jonathan Harker: Kay Frenzel
- Prof. Abraham van Helsing: Michael König
- Renfield: Andreas Petzoldt
- Arthur Holmwood: Fred Bonitz
- Dr. Jack Seward: Michael Axelsson
- Quincey Morris: Norman D. Patzke
- Inszenierung: Horst Kupich
- Ausstattung: Stefan Wiel
- Musikalische Leitung: Hans-Peter Preu
- Choreographie: Bärbel Stenzenberger

### Lüneburg
Premiere: 10. November 2012
- Dracula: Gerd Achilles
- Mina Murray: Franka Kraneis
- Lucy Westenra: Annabelle Mierzwa
- Jonathan Harker: Kristian Lucas
- Prof. Abraham van Helsing: Karl Schneider
- Renfield: MacKenzie Gallinger
- Arthur Holmwood: Volker Tancke
- Dr. Jack Seward: Steffen Neutze
- Quincey Morris: Marcus Billen
- Rosanne: Robina Steyer / Claudia Rietschel (Tanz)

- Inszenierung: Friedrich von Mansberg
- Musikalische Leitung: Urs-Michael Theus
- Ausstattung: Barbara Bloch
- Choreographie: Kerstin Kessel

Stark modernisierte Inszenierung, dessen erster Teil im „Hotel Crowne Plaza Bristol“ anstatt in Draculas Schloss spielt (mit Renfield als Barkeeper). Dabei werden Themen wie Neonazis und Fremdenhass angesprochen. Am Ende schießt Harker aus Eifersucht auf Dracula und tötet dabei Mina, während Dracula unbeschadet abgeht. 

### Pforzheim
Premiere: 31. Dezember 2012
- Dracula: Chris Murray
- Mina Murray: Femke Soetenga
- Lucy Westenra: Yvonne Luithlen
- Jonathan Harker: Thomas Christ
- Prof. Abraham van Helsing: Jon Goldsworthy
- Renfield: Benjamin Savoie
- Arthur Holmwood: Steffen Fichtner
- Dr. Jack Seward: Klaus Geber
- Quincey Morris: Ingo Wagner
- Draculas Bräute: Chiharu Takahashi, Manuela Wagner, Gitte Pleyer, Franziska Hornyai, Laura Wick, Aline Münz
- Musikalische Leitung: Tobias Leppert

### Röttingen
Premiere: 27. Juni 2013, Frankenfestspiele
- Dracula: Rob Fowler
- Mina Murray: Caroline Frank
- Lucy Westenra: Kathleen Bauer
- Jonathan Harker: Andreas Bieber
- Prof. Abraham van Helsing: Dennis Kozeluh
- Renfield: Gernot Kranner (alt. Daniel Ogris)
- Arthur Holmwood: Daniel Ogris
- Dr. Jack Seward: Norbert Holoubek
- Quincey Morris: Anton Graner
- Draculas Bräute: Katharina Lochmann, Tina Schöltzke, Elena Dediu
- Roseanne: Katharina Lochmann
- Ensemble: Manuela Hauck, Anja Höfling, Friederike Knauth, Lea Melber, Nicole Rießmann-Balling, Brigitte Schmitt, Lea Umscheid, Ulrike Ziegler

- Inszenierung: Sascha Oliver Bauer
- Musikalische Leitung: Walter Lochmann
- Choreographie: Kathleen Bauer

### Flensburg
Premiere: 30. November 2013, Schleswig-Holsteinisches Landestheater
- Graf Dracula: Ansgar Hüning
- Professor van Helsing: Kai-Moritz von Blanckenburg
- Jonathan Harker: Joa Helgesson / Marco Vassalli
- Mina Murray: Camilla Lehmeier
- Lord Arthur Holmwood: Jorge Alberto Martinez Mendoza
- Lucy Westenra: Brigitte Bayer
- Dr. Jack Seward: Jin-Hak Mok
- Quincey Morris: Markus Wessiack
- Renfield: Nicholas Shannon
- Draculas Bräute: Sünne Ohlen, Polina Ivanova, Oxana Sevostianova

- Musikalische Leitung: Stefan Diederich
- Inszenierung: Markus Hertel
- Ausstattung: Erwin Bode
- Choreographie: Miguel Cartagena
- Choreinstudierung: Bernd Stepputtis

### Hildesheim
Premiere: 12. Dezember 2015, TfN – Theater für Niedersachsen
- Graf Dracula: Alexander Prosek
- Mina Murray: Elisabeth Köstner
- Lucy Westenra: Sandra Pangl
- Jonathan Harker: Tim Müller
- Prof. Abraham van Helsing: Jens Krause
- Renfield: Jürgen Brehm
- Arthur Holmwood: Jesper Mikkelsen
- Dr. Jack Seward: Björn Schäffer
- Quincey Morris: Stephan Freiberger
- Vampirinnen: Judith Bloch, Teresa Scherhag, Agnes Buliga-Contras, Anne Lütje, Kathelijne Wagner
- Opernchor des TfN (Theater für Niedersachsen)

- Musikalische Leitung: Achim Falkenhausen
- Inszenierung: Craig Simmons
- Bühne und Kostüme: Esther Bätschmann
- Choreographie: Katja Buhl

### Hamburg
Premiere: 3. August 2018 FIRST STAGE Theater Hamburg
- Graf Dracula: Sven Geiger
- Mina Murray: Isabelle Schubert
- Lucy Westenra: Larissa Pyne
- Jonathan Harker: Tim Taucher
- Prof. Abraham van Helsing: Alexander Mikliss
- Renfield: Lorena Dehmelt
- Arthur Holmwood: Lukas Löw
- Dr. Jack Seward: Dominic Angler
- Quincey Morris: Nils Marckwardt
- Vampirinnen: Lara Seibert, Joyce Dehinde, Rita Sebeh, Alexandra Nikolina, Eva Schütz, Mae Ann Jorolan
- Roseanne: Selina Kneipp
- Dracula Tanzdouble: Piero Ochsenbein, Lukas Löw
- Lucy Tanzdouble: Franziska Müller, Katrin Kube
- Ensemble: Lucia Feneberg, Franziska Bonk, Larissa Kählert, Chiara Schumann, Matthias Fischer, Paola Aslan, Nicole Schöpe, Leonie Gassner, Julian Pirling, Janka Linea Rademacher, Luisa Pracht, Maximiliane Elbers, Nicolas Schulze, Lina von Soosten, Maria Lange, Daniel Pfefferer, Angelika Studensky, Ole Simmermacher, Dominik Thätner, Michelle Mißlitz, Sara Kettmann, Janina Bienkowsky, Marie-Joli Peter
- Inszenierung: Kira Hehlemann
- Musikalische Leitung: Dominic Angler
- Choreographie: Franziska Müller, Lukas Löw
- Kostüme: Ole Simmermacher
- Bühnenbild: Lina von Soosten
- Maske: Alexandra Nikolina

### Freiberg
Premiere: 15. März 2025, MiT – Mittelsächsisches Theater
- Graf Dracula: Alexander Donesch
- Mina Murray: Anna Burger
- Lucy Westenra: Michaela Bär
- Jonathan Harker: Angus Simmons
- Prof. Abraham van Helsing: Yannik Gräf
- Renfield: Chris Green
- Arthur Holmwood: Frank Blees
- Dr. Jack Seward: Sebastian Schlicht
- Quincey Morris: Juhyuk Kim
- Vampirinnen: Lara Gloria Graf, Suzan Shixuan Wei, Marianna Ntinou
- Opernchor des MiT – Mittelsächsisches Theater
- Musikalische Leitung: Bennet Eicke
- Inszenierung: Sergio Raonic Lukovic
- Ausstattung: Lena Weikhard
- Choreographie: Romeo Salazar

## Die Lieder

### Akt 1
- Prolog – Jonathan
- Ich bin mir selbst genug (in der Grazer Übersetzung: Einsamer Mann) – Dracula
- Whitby Bay – Mina, Jonathan
- Für immer jung – Draculas Bräute
- Blut – Dracula
- Das Lied vom Meister – Renfield, Dr. Seward, Draculas Bräute
- Wie wählt man aus – Lucy, Mina, Arthur, Quincey, Jack, Ensemble
- Nebel und Nacht – Lucy
- Nebel und Nacht Reprise – Dracula
- Ein Lebenstraum / Ich leb' nur, weil es Dich gibt (in der Grazer Übersetzung: Ein perfektes Leben) – Mina, Dracula, Jonathan
- Hochzeiten – Ensemble
- Die Einladung – Lucy
- Nosferatu – Van Helsing
- Die Beerdigung – Ensemble
- Leb' noch einmal (in der Grazer Übersetzung: Ein Leben mehr) – Dracula, Lucy, Draculas Bräute

### Akt 2
- Untote, ergib dich – Van Helsing, Ensemble
- Lass mich dich nicht lieben – Mina
- Das Lied vom Meister Reprise – Renfield, Dracula, Draculas Bräute
- Roseanne – Van Helsing
- Wäre ich frei (in der Grazer Übersetzung: Wär ich der Wind) – Mina
- Die Verführung – Dracula, Mina
- Zu Ende – Dracula, Van Helsing
- Du hast mein Wort – Jonathan
- In dunkler Nacht (in der Grazer Übersetzung: Eh du verloren bist) – Van Helsing, Jack, Arthur, Quincey, Ensemble
- Die Flamme löschen, die für Freiheit brennt (in der Grazer Übersetzung: Frost an einem Sommertag) – Jonathan
- Die Zugsequenz – Van Helsing, Mina, Dracula
- Je länger ich lebe – Dracula
- Endlich – Mina, Dracula
- Finale (in der Grazer Übersetzung: Es gibt immer ein Morgen) – Mina, Dracula